# Jackie Stewart
Jackie Stewart, właśc. John Young Stewart (ur. 11 czerwca 1939 w Milton, w Szkocji) – szkocki kierowca wyścigowy, trzykrotny mistrz świata Formuły 1 (1969,1971,1973), startujący pod flagą Wielkiej Brytanii. Poza Formuła 1, Jackie Steward niemal wygrał swój debiutancki wyścig w Indianapolis 500 w 1966 roku, a także startował w serii Can-Am w latach 1970-1971. W latach 1997-1999, wspólnie z synem Paulem, prowadził zespół Steward Grand Prix w Formule 1, jest uważany za jednego z najwybitniejszych kierowców w historii F1. Ze względu na swoje pochodzenie oraz styl jazdy zyskał przydomek "The Flying Scot" ("Latający Szkot").
Po zakończeniu swojej kariery wyścigowej był komentatorem sportowym dla amerykańskiej sieci ABC, relacjonując m.in. wyścigi Indianapolis 500 i letnie igrzyska olimpijskie .Jego szkocki akcent i charyzma uczyniły go rozpoznawalna postacią telewizyjną. Stewart występował również w reklamach m.in Forda i Heinekena.
Był kluczową postacią w walce o poprawę bezpieczeństwa w motorsporcie - promował modernizację torów i rozwój zaplecza medycznego. Po śmierci Johna Surteesa w 2017 roku jest ostatnim żyjącym mistrzem świata Formuły 1 z lat 60. i najstarszym zwycięzcą Grand Prix.

## Życiorys
Dzieciństwo i edukacja
Jackie Steward urodził się w Milton, w hrabstwie Dunbartonshire w Szkocji, około 25 km na zachód od Glasgow. Pochodził z rodziny prowadzącej dobrze prosperującą firmę dealerska samochodów marek Austin, a później Jaguar. Jego ojciec był motocyklistą amatorem, a starszy brat, Jimmy Steward, brał udział w wyścigach samochodowych, startując między innymi w barwach zespołu Ecurie Escosse i biorąc udział w Grand Prix Wielkiej Brytanii w 1953 roku.
Uczęszczał do szkoły podstawowej w Hartfield w Dumbarton, a następnie do Dumbarton Academy. W dzieciństwie borykał się z trudnościami w nauce, które wynikały z niezdiagnozowanej wówczas dysleksji. Z uwagi na niewielką wiedzę na temat tej dolegliwości, był często niesłusznie krytykowany przez nauczycieli i rówieśników. Zakończył edukację w wieku 16 lat i rozpoczął pracę jako mechanik w warsztacie ojca. Diagnozę dysleksji otrzymał w wieku 41 lat, po zdiagnozowaniu tej samej przypadłości u swojego najstarszego syna.
W młodości odnosił sukcesy w strzelectwie sportowym. W wieku 13 lat wygrał pierwsze zawody w strzelaniu i został członkiem szkockiej reprezentacji, z którą startował zarówno w kraju, jak i za granicą. Dwukrotnie zdobył mistrzostwo Europy w zawodach Coupe de Nations, a także wywalczył mistrzostwo Wielkiej Brytanii, Szkocji, Irlandii i Walii w konkurencji skeet. W 1960 roku rywalizował o miejsce w brytyjskiej kadrze na igrzyska olimpijskie, zajmując trzecie miejsce w kwalifikacjach.
Jego pierwszym samochodem był jasnozielony Austin A30, który zakupił za 375 funtów dzięki oszczędnościom z pracy w rodzinnym warsztacie. Pierwsze doświadczenia wyścigowe zdobył dzięki Barry’emu Filerowi, klientowi rodzinnej firmy, który umożliwił mu testy swoich samochodów na torze Oulton Park. W 1962 roku Stewart testował Jaguara E-Type i uzyskał czasy zbliżone do wyników Roya Salvadoriego z poprzedniego roku. Wkrótce zaczął odnosić pierwsze sukcesy – wygrał kilka wyścigów, a w 1963 roku zanotował 14 zwycięstw, jedno drugie i dwa trzecie miejsca, przy sześciu nieukończonych startach.
W 1964 roku ponownie startował w barwach zespołu Ecurie Ecosse. W tym samym roku został zaproszony na testy przez Kena Tyrrella, który prowadził zespół Formuły Junior współpracujący z firmą Cooper. Stewart przeprowadził testy bolidu Formuły 3 na torze Goodwood, uzyskując czasy lepsze od Bruce’a McLarena, co skłoniło Tyrrella do zaproponowania mu miejsca w zespole.
Kariera Wyścigowa
Początki
W 1964 roku Stewart rozpoczął starty w Formule 3, reprezentując zespół Kena Tyrrella. Zadebiutował 15 marca na torze Snetterton w deszczowych warunkach i odniósł przekonujące zwycięstwo, uzyskując 25-sekundową przewagę już po dwóch okrążeniach i ostatecznie wygrywając z 44-sekundową różnicą. Mimo propozycji startów w Formule 1 od zespołu Cooper, odmówił, decydując się na dalszy rozwój pod okiem Tyrrella. W sezonie wygrał wszystkie wyścigi z wyjątkiem dwóch i sięgnął po mistrzostwo Formuły 3.
Po udanych testach Jaguara E-Type i występach w wyścigach samochodów sportowych, Stewart został zaproszony na testy bolidu Formuły 1 Lotus 33-Climax. Mimo dobrego wrażenia, które zrobił na Colinie Chapmanie i Jimie Clarku, nie zdecydował się jeszcze na debiut w Formule 1, wybierając starty w zespole Lotus w Formule 2. Już w debiucie w tej kategorii zajął drugie miejsce na trudnym torze Clermont-Ferrand.
BRM (1965-1967)
W 1965 roku Stewart podpisał kontrakt z zespołem BRM, gdzie został partnerem Grahama Hilla. Zadebiutował w F1 jeszcze w grudniu 1964 podczas niezaliczanego do mistrzostw Grand Prix RPA, gdzie po zdobyciu pole position wygrał drugi bieg i uzyskał najszybsze okrążenie. Oficjalny debiut w mistrzostwach świata miał miejsce w Grand Prix RPA 1965, które ukończył na szóstym miejscu. Pierwsze zwycięstwo w mistrzostwach odniósł na torze Monza. Sezon zakończył na trzecim miejscu w klasyfikacji generalnej, z dorobkiem jednego zwycięstwa, trzech drugich miejsc i jednego trzeciego.
Rok 1966 rozpoczął od wygranej w serii Tasman, pokonując m.in. Grahama Hilla i Jima Clarka. W mistrzostwach świata Formuły 1 sezon był mniej udany – bolidy BRM z silnikami H16 były zawodne. Stewart odniósł jednak zwycięstwo w Grand Prix Monako w samochodzie z 2-litrowym silnikiem. W tym roku miał również poważny wypadek podczas Grand Prix Belgii, co zapoczątkowało jego zaangażowanie w kampanię na rzecz poprawy bezpieczeństwa w sportach motorowych.
W 1966 roku zadebiutował również w wyścigu Indianapolis 500, w którym prowadził przez większą część wyścigu, jednak musiał się wycofać z powodu awarii pompy olejowej na osiem okrążeń przed końcem. Mimo to zdobył tytuł Debiutanta Roku. Wystartował też w wyścigu 24h Le Mans, prowadząc eksperymentalne samochody Ford GT40.
W sezonie 1967 BRM nadal borykało się z problemami technicznymi. Stewart zajął drugie miejsce w Grand Prix Belgii, pomimo problemów ze skrzynią biegów. W Formule 2 odniósł zwycięstwa m.in. na torach Karlskoga, Enna, Oulton Park i Albi, jeżdżąc bolidami Matra MS5 i MS7. W wyścigach długodystansowych, wspólnie z Chrisem Amonem, zajął drugie miejsce w 6-godzinnym wyścigu na torze Brands Hatch. W tym samym roku podjął także próbę zakwalifikowania się do wyścigu NASCAR – National 500 – jednak bez powodzenia.
Matra/Tyrrell (1968–1973)
W sezonie 1968 Stewart przeszedł do zespołu Matra International, prowadzonego przez Kena Tyrrella, gdzie ścigał się samochodem Matra MS10 z silnikiem Coswortha. Poza rolą kierowcy odegrał istotną rolę w zarządzaniu zespołem – negocjował dodatkowe finansowanie ze sponsorem François Guiterem oraz prowadził rozmowy z dostawcami silników i opon: Fordem i Goodyearem. Dziennikarz Mark Hughes określił go jako „zupełnie inny typ kierowcy Formuły 1 niż wszyscy dotychczasowi”.[1]
Po obiecującym początku sezonu w RPA (startując w prototypowym Matra MS9), Stewart opuścił wyścigi w Jarama i Monako z powodu kontuzji odniesionej w wyścigu Formuły 2. Powrócił triumfując w ulewie podczas Grand Prix Holandii na torze Zandvoort. Następnie zwyciężył w mglistym i deszczowym wyścigu na Nürburgringu, wygrywając z przewagą aż czterech minut. Trzeci triumf w sezonie odniósł w Watkins Glen, jednak awaria w Meksyku sprawiła, że mistrzowski tytuł zdobył Graham Hill.
W 1969 roku, prowadząc Matrę MS80, Stewart dominował w wielu wyścigach – wygrał m.in. z przewagą dwóch okrążeń na torze Montjuïc, minutę przed rywalami na Clermont-Ferrand oraz z okrążeniem przewagi na Silverstone. Kolejne zwycięstwa odniósł w Kyalami, Zandvoort i Monzy, co zapewniło mu pierwszy tytuł mistrza świata. Do 2005 roku był jedynym kierowcą, który zdobył mistrzostwo świata w aucie francuskiej konstrukcji, a do dziś pozostaje jedynym, który uczynił to w samochodzie zbudowanym we Francji i zgłoszonym przez zespół prywatny. W całym sezonie 1969 prowadził choćby przez jedno okrążenie w każdym Grand Prix – wyczyn ten do dziś pozostaje niepowtórzony.
Na sezon 1970 Matra nalegała na zastosowanie własnego silnika V12, podczas gdy Tyrrell i Stewart preferowali dalszą współpracę z Fordem i jednostką Coswortha, co kolidowało z nowymi powiązaniami Matry z Chryslerem. W efekcie Tyrrell zdecydował się zbudować własny bolid, a tymczasowo zakupił podwozie March 701. Stewart wygrał z nim wyścigi niezaliczane do MŚ (Daily Mail Race of Champions) oraz Grand Prix Hiszpanii. Jednak dalszy rozwój Marcha został przyćmiony przez nowy bolid Lotus 72. Jesienią zadebiutował prototyp Tyrrella 001, który mimo awaryjności dawał nadzieje na przyszłość. Stewart nadal startował w niebiesko pomalowanych samochodach, sponsorowanych przez francuską firmę paliwową Elf. Równocześnie sporadycznie brał udział w wyścigach Formuły 2 (m.in. wygrana w Crystal Palace) oraz zaliczył jednorazowy start w Can-Am, prowadząc eksperymentalnego Chaparrala 2J – kwalifikując się na trzeciej pozycji, lecz odpadając z powodu awarii hamulców. Planowany wspólny występ z aktorem Steve’em McQueenem w Le Mans nie doszedł do skutku z powodu braku ubezpieczenia dla McQueena.
W sezonie 1971 Stewart sięgnął po swój drugi tytuł mistrza świata, prowadząc bolid Tyrrell 003. Zwyciężył w sześciu Grand Prix: Hiszpanii, Monako, Francji, Wielkiej Brytanii, Niemiec i Kanady. Równolegle startował w pełnym sezonie serii Can-Am, prowadząc Lole T260 zespołu Carla Haasa. W rywalizacji z dominującymi McLarenami Denny’ego Hulme’a i Petera Revsona odniósł dwa zwycięstwa (Mont-Tremblant i Mid-Ohio), kończąc sezon na trzecim miejscu w klasyfikacji generalnej. Intensywny tryb życia – liczne podróże międzykontynentalne oraz napięty harmonogram medialny – odbiły się na jego zdrowiu. Mimo zdiagnozowanej mononukleozy Stewart zdołał zdobyć tytuł, przelatując Atlantyk aż 186 razy w ciągu roku.
W 1972 roku opuścił Grand Prix Belgii z powodu zapalenia żołądka, rezygnując też z planowanego startu w Can-Am w barwach McLarena. W Formule 1 zwyciężył w Argentynie, Francji, USA i Kanadzie, kończąc sezon na drugim miejscu za Emersonem Fittipaldim. Występował także w wyścigach samochodów turystycznych, prowadząc Forda Capri RS2600 w mistrzostwach Europy, m.in. z Françoisem Cevertem. Najlepszym wynikiem było drugie miejsce w 6h Paul Ricard. W tym samym roku otrzymał Order Imperium Brytyjskiego (OBE).
Sezon 1973 był jego ostatnim. Jak ujawnił po latach, decyzję o zakończeniu kariery podjął już na początku roku – czuł się przytłoczony intensywnością życia, nieobecnością w domu i stratą przyjaciół (jego żona Helen naliczyła 57 znajomych kierowców, którzy zginęli w czasie jego kariery). Mimo to Stewart wygrał w RPA, Belgii, Monako i Holandii. Swój ostatni, rekordowy 27. triumf odniósł na Nürburgringu, zapewniając Tyrrellowi dublet. Po śmiertelnym wypadku Ceverta w kwalifikacjach do GP USA Stewart zrezygnował z ostatniego startu w karierze, opuszczając swój setny wyścig. Tytuł mistrzowski miał już zapewniony po Grand Prix Włoch, gdzie po wymianie przebitej opony przebił się z 20. na 4. miejsce.

## Właściciel zespołu
W 1997 roku Stewart powrócił do Formuły 1 jako właściciel zespołu Stewart Grand Prix, który prowadził wspólnie z synem, Paulem. Nowy zespół powstał na bazie istniejącego wcześniej zespołu Paul Stewart Racing, startującego w niższych seriach wyścigowych. Stewart GP był oficjalnym zespołem fabrycznym Forda i zadebiutował w Grand Prix Australii 1997. Już w swoim pierwszym sezonie zespół odniósł częściowy sukces – w deszczowym Grand Prix Monako Rubens Barrichello zajął drugie miejsce, co było jedynym podium zespołu w tamtym roku. Sezon 1998 okazał się jednak mniej udany – kierowcy nie zdobyli żadnego podium, a dorobek punktowy był skromny.
Po przejęciu firmy Cosworth przez Forda w lipcu 1998 roku, zdecydowano się na opracowanie całkowicie nowej jednostki napędowej na sezon 1999. Samochód Stewart SF3 okazał się konkurencyjny – Johnny Herbert zwyciężył w deszczowym Grand Prix Europy na Nürburgringu, a Barrichello trzykrotnie stawał na najniższym stopniu podium, zdobył pole position we Francji oraz prowadził przez pewien czas w domowym Grand Prix Brazylii. Po sezonie 1999 zespół został wykupiony przez Forda i przekształcony w Jaguar Racing, a następnie – po kolejnych zmianach właścicielskich – stał się fundamentem zespołu Red Bull Racing, który zadebiutował w 2005 roku.
Jackie Stewart pełnił także funkcję doradcy sportowego i patrona Royal Bank of Scotland. W marcu 2009 roku zrezygnował z wynagrodzenia za współpracę z bankiem w reakcji na jego stratę w wysokości 24 miliardów funtów w 2008 roku.

## Działalność na rzecz bezpieczeństwa
Jackie Stewart był jednym z pierwszych i najbardziej zaangażowanych orędowników poprawy bezpieczeństwa w sportach motorowych. Impulsem do jego zaangażowania był groźny wypadek podczas Grand Prix Belgii w 1966 roku na torze Spa-Francorchamps. W deszczu, przy prędkości około 265 km/h, jego bolid wypadł z toru, uderzając w słup telefoniczny oraz szopę, po czym zatrzymał się w zabudowaniach gospodarstwa rolnego. Kierownica zaklinowała jego nogę, a z uszkodzonych zbiorników wyciekło paliwo, zalewając kokpit. Na torze nie było wówczas odpowiednio przygotowanych służb ratunkowych, ani narzędzi do uwolnienia kierowcy. Stewart został ostatecznie wydobyty przez innych zawodników – Grahama Hilla i Boba Bonduranta – którzy również ulegli wypadkom. Nie było lekarza ani karetki; Stewart początkowo został umieszczony na pace pick-upa, następnie przewieziony do punktu medycznego, gdzie przez długi czas leżał na noszach na zaśmieconej podłodze. Gdy w końcu została wezwana karetka, jej kierowca zgubił drogę do szpitala w Liège. Ostatecznie Stewart został przetransportowany prywatnym samolotem do Wielkiej Brytanii.
Wypadek ten stał się punktem zwrotnym i początkiem intensywnej kampanii Stewarta na rzecz poprawy warunków bezpieczeństwa w wyścigach. W późniejszych latach mówił: „Jeśli mam zostawić po sobie jakiś ślad w tym sporcie, chciałbym, aby był to wkład w bezpieczeństwo. Gdy trafiłem do Grand Prix, tak zwane środki ostrożności były wręcz tragiczne.”[2]
Stewart, wspólnie z Louisem Stanleyem, szefem zespołu BRM, rozpoczął działania na rzecz wprowadzenia służb ratunkowych na torach oraz zabezpieczeń, takich jak bariery energochłonne. Zwracał uwagę na brak podstawowych zabezpieczeń, takich jak barierki przed boksami, gdzie paliwo często przechowywano w otwartych pojemnikach, a zawodnicy mogli w każdej chwili wpaść do strefy serwisowej przy dużej prędkości.
Jako środek tymczasowy Stewart zatrudnił prywatnego lekarza, który towarzyszył mu na każdym wyścigu, a do kolumny kierowniczej swojego BRM przyczepiał taśmą klucz do ewentualnego uwolnienia się z pojazdu w razie wypadku. Był jednym z pierwszych, którzy domagali się obowiązkowego używania pasów bezpieczeństwa i pełnych kasków przez kierowców – standardów, które dziś są absolutnym minimum.
Wspierał również modernizację torów, organizując bojkoty niebezpiecznych rund – Spa-Francorchamps w 1969, Nürburgring w 1970 (razem z Jochenem Rindtem), czy Zandvoort w 1972 – do czasu wprowadzenia odpowiednich zabezpieczeń, stref wyjazdowych, obecności służb ratunkowych i zaplecza medycznego. Pomimo sprzeciwu niektórych kierowców, mediów oraz właścicieli torów, którzy obawiali się wysokich kosztów, Stewart pozostał nieugięty. Jak sam później przyznał: „Byłbym o wiele popularniejszym mistrzem świata, gdybym zawsze mówił to, co ludzie chcieli usłyszeć. Może byłbym martwy, ale z pewnością bardziej lubiany.”[3]

## Odznaczenia i wyróżnienia
Jackie Stewart, nazywany „Latającym Szkotem” (ang. The Flying Scot), otrzymał w trakcie kariery szereg prestiżowych wyróżnień. W 1973 roku został uhonorowany tytułem Sportsman of the Year magazynu „Sports Illustrated”, jako jedyny kierowca wyścigowy w historii tego plebiscytu. W tym samym roku zdobył tytuł BBC Sports Personality of the Year oraz został wybrany Athlete of the Year programu Wide World of Sports stacji ABC (wspólnie z futbolistą O. J. Simpsonem).
W 1971 roku otrzymał tytuł Oficera Orderu Imperium Brytyjskiego (OBE) za zasługi dla sportów motorowych, a w 2001 roku został odznaczony szlachectwem (Knight Bachelor) w uznaniu wkładu w rozwój sportu motorowego.
W 1990 roku został wprowadzony do International Motorsports Hall of Fame, a w 2010 roku do Hall of Fame magazynu „Motor Sport”. W 2002 roku znalazł się wśród założycieli Scottish Sports Hall of Fame i został jednym z jego pierwszych członków. W 2003 roku otrzymał Sport Shooting Ambassador Award – wyróżnienie przyznawane osobom zasłużonym dla promocji sportów strzeleckich na świecie.
Uhonorowano go także doktoratami honoris causa nadanymi przez Heriot-Watt University (1996), Cranfield University (1998) oraz University of St Andrews (2008). W czerwcu 2009 roku otrzymał tytuł Honorowego Obywatela (Freedom of West Dunbartonshire) rodzinnego hrabstwa Dunbartonshire Zachodnie.
W styczniu 1970 roku był bohaterem odcinka brytyjskiego programu This Is Your Life, gdzie zaskoczył go prowadzący Eamonn Andrews. W styczniu 2012 roku poprowadził ceremonię startu jubileuszowego 50. wyścigu 24h Daytona.
W 2020 roku magazyn „The Economist”, klasyfikując mistrzów Formuły 1 pod względem relacji jakości samochodu do umiejętności kierowcy, umieścił Stewarta na czwartym miejscu wszech czasów – za Juanem Manuelem Fangio, Jimem Clarkiem i Alainem Prostem. Również inne modele statystyczne (m.in. Eichenberger i Stadelmann 2009, F1metrics 2014 i 2019, Bell et al. 2015, FiveThirtyEight 2018) regularnie umieszczają Stewarta w czołówce najwybitniejszych kierowców w historii Formuły 1.

## Życie prywatne
Od 1962 roku Jackie Stewart jest żonaty z Helen McGregor, swoją szkolną miłością. Para ma dwóch synów – Paula i Marka. Paul Stewart był kierowcą wyścigowym, a następnie współprowadził z ojcem zespół Paul Stewart Racing, który sprzedano w 1999 roku. Drugi syn, Mark, pracuje jako producent filmowy i telewizyjny.
W latach 1969–1997 Stewartowie mieszkali w miejscowości Begnins nad Jeziorem Genewskim w Szwajcarii; po wyprowadzce ich dom został kupiony przez muzyka Phila Collinsa.
Stewart od dziecka zmaga się z dysleksją. Z tego powodu swoją autobiografię Winning Is Not Enough (2007) podyktował zamiast pisać samodzielnie. W książce oraz w wywiadzie z 2009 roku opisał swoją bliską relację ze starszym bratem Jimmym, który również był kierowcą wyścigowym, lecz przez wiele lat zmagał się z alkoholizmem; zmarł w 2008 roku.

W 2014 roku u Helen Stewart zdiagnozowano otępienie czołowo-skroniowe. W odpowiedzi na postępującą chorobę żony Jackie Stewart założył w 2018 roku fundację charytatywną Race Against Dementia, której celem jest wspieranie badań nad demencją oraz poszukiwanie innowacyjnych metod wczesnego rozpoznawania i leczenia tej choroby. Organizacja współfinansuje m.in. rozwój testu krwi mającego umożliwić wykrycie niegenetycznych form otępienia nawet 10–20 lat przed wystąpieniem objawów.